# Pucciniales
Pucciniales é uma ordem de fungos vulgarmente designados ferrugens. Muitas destas espécies são parasitas de plantas. Alguns são superficialmente semelhantes aos carvões, apesar da relação entre os dois grupos não ser clara. A taxonomia de Pucciniomycotina (antigamente Urediniomycetes), como um todo, encontra-se em mudança contínua.
Muitas ferrugens têm dois ou mais hospedeiros (são heteróicas) e até cinco estágios de esporo. Contudo, normalmente reproduzem-se por meio de produção de esporos assexuados. Os esporos são levados pelo ar podendo viajar grandes distâncias. Infectam sobretudo as folhas dos hospedeiros.
O nome comum deste grupo de fungos deve-se ao facto de algumas espécies terem um estágio de esporo de cor avermelhada, o qual se assemelha ao processo de corrosão conhecido como ferrugem.
Uma ferrugem economicamente relevante é a ferrugem-do-trigo, Puccinia triticina, uma doença fúngica séria que afecta o trigo e o centeio, causando epidemias graves na América do Norte e do Sul.

## Processo de infecção
As ferrugens afectam muitas espécies de plantas, mas na maioria dos casos uma espécie de ferrugem pode infectar apenas uma espécie de planta. Tal facto pode tornar as ferrugens úteis no controlo biológico. O que se segue descreve o processo de infecção dos esporos assexuados. Uma imagem resumindo este processo pode ser vista na galeria abaixo.

### Fixação do esporo
Quando um conídio de ferrugem cai numa superfície da planta, necessita fixar-se a esta, ou seria simplesmente arrastado para fora dela. Primeiro, formam-se interações hidrofóbicas fracas, entre o esporo e a cutina da superfície celular da planta. Então, sinais desconhecidos provocam a produção de moléculas mucilaginosas hidrofóbicas chamadas adesinas. Estas colarão o esporo à superfície da planta de modo irreversível. Uma vez fixado, o esporo germinará.

### Desenvolvimento do tubo germinal
Os fungos das ferrugens penetram na planta usando a abertura natural do estoma, mas para que isso suceda, o tubo germinal em crescimento tem de a localizar. Os fungos das ferrugens evoluíram de modo a localizarem os estomas de modo mais eficiente por meio do recurso ao tigmotropismo. O tubo germinal cresce de uma forma aleatória até alcançar uma crista entre as células da epiderme. Nesta altura, começa a crescer perpendicularmente à crista, aumentando muito as probabilidades de localizar um estoma.

### Formação do apressório
O estoma é o local onde ocorre a formação do apressório, uma estrutura cuja função é ancorar firmemente o fungo e auxiliar na penetração. Nos fungos das ferrugens a formação do apressório é controlada por um processo de tigmodiferenciação. Os apressórios são formados quando o tubo germinal detecta cristas com dimensões correspondentes às dimensões dos lábios dos estomas da sua espécie hospedeira.
Foi proposto que este processo é mediado por um canal de ião cálcio mecanossensível  localizado na extremidade do tubo germinal. Este canal iónico transduziria o estiramento da membrana celular causado pela pelas mudanças na topografia foliar em fluxos iónicos conduzindo a mudanças na expressão dos genes e formação do apressório.. Esta teoria é apoiada por experiências que mostram que a aplicação externa de Ca2+ no tubo germinal provoca diferenciação.
A partir do apressório uma “cavilha” de infecção cresce en direcção ao interior da planta e entre as células do mesofilo.

### O haustório
Os fungos das ferrugens são biotróficos, ou seja, obtêm os seus nutrientes de células vivas. Isto requer  uma extensão especializada do fungo na célula vegetal viva a que se dá o nome de haustório. Este desenvolve-se a partir de uma célula-mãe. A membrana celular da célula vegetal invagina em redor do corpo principal do haustório e o espaço entre as duas membranas passa a designar-se matriz extra-haustórica. Um colar rico em ferro e fósforo faz a ponte entre as membranas vegetal e fúngica e funciona como vedante impedindo a passagem de nutrientes para o apoplasto da planta. O haustório contém transportadores de aminoácidos e hexoses e H+-ATPases para o transporte activo de nutrientes a partir da célula da planta.
O fungo da ferrugem continuará então a crescer e a invadir a planta, até estar pronto para a esporulação.

## Galeria

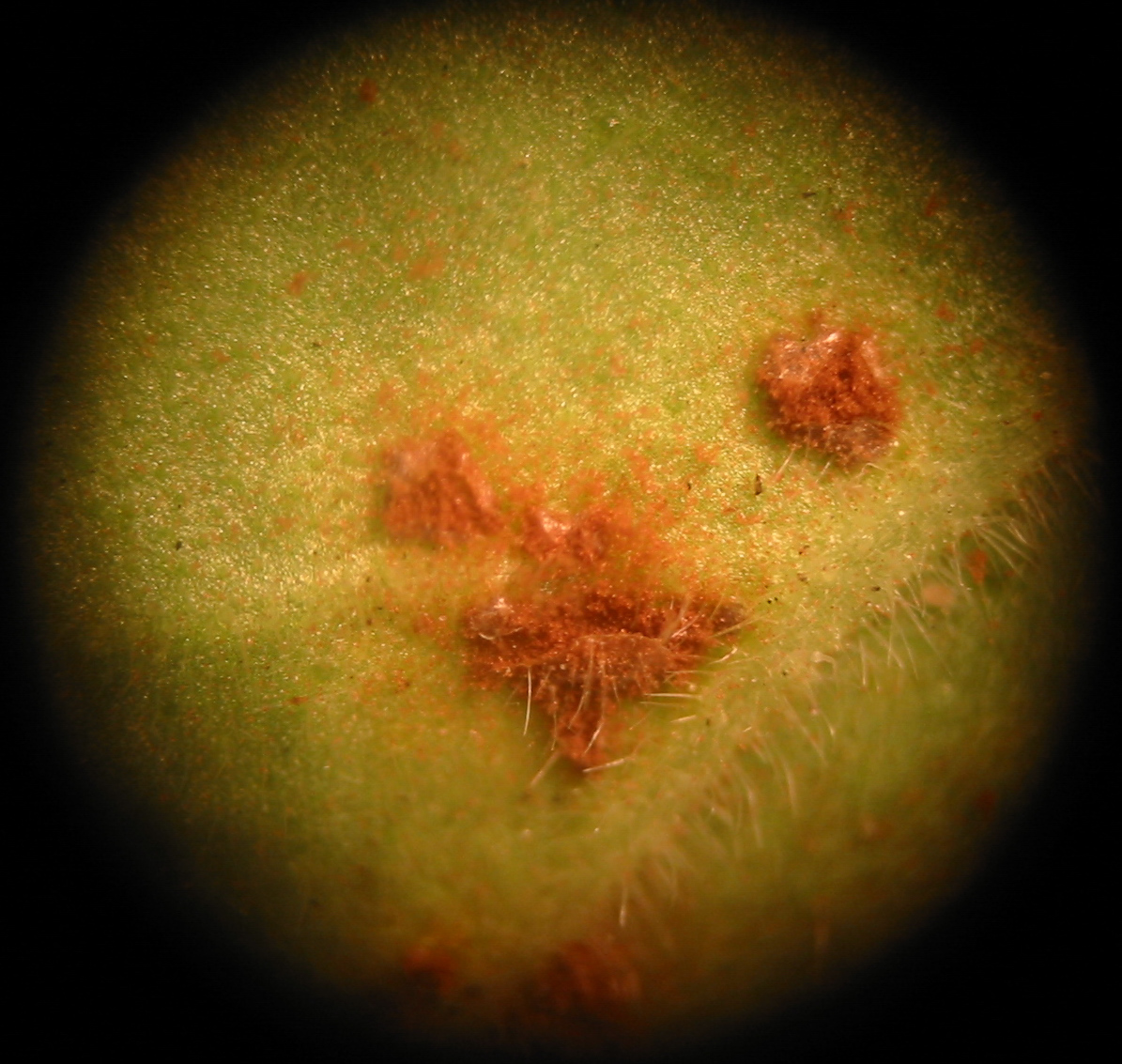
Fungo de ferrugem numa folha, sob baixa ampliação.
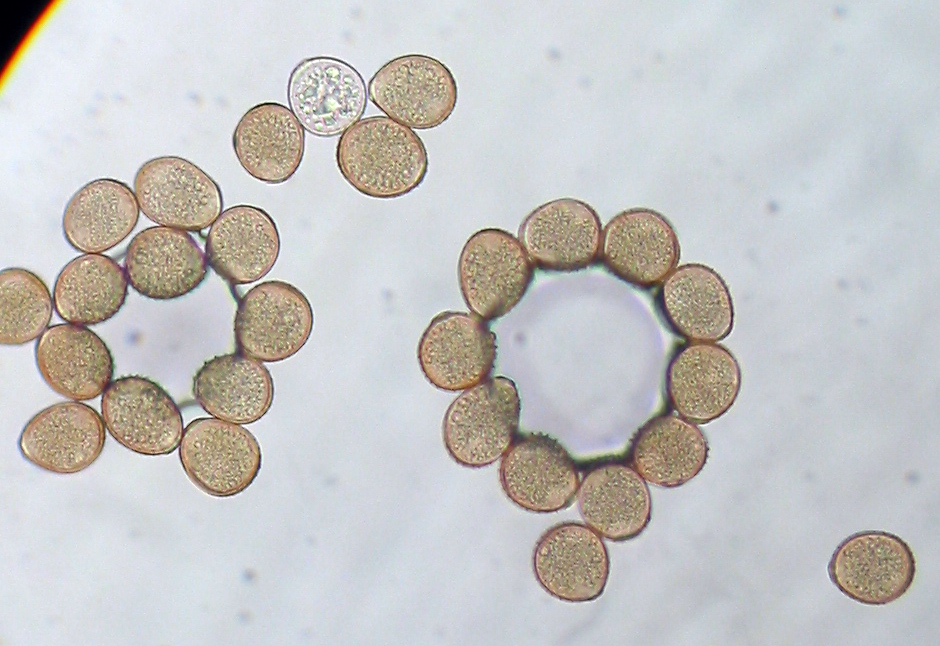
Pústula de urediniósporos.
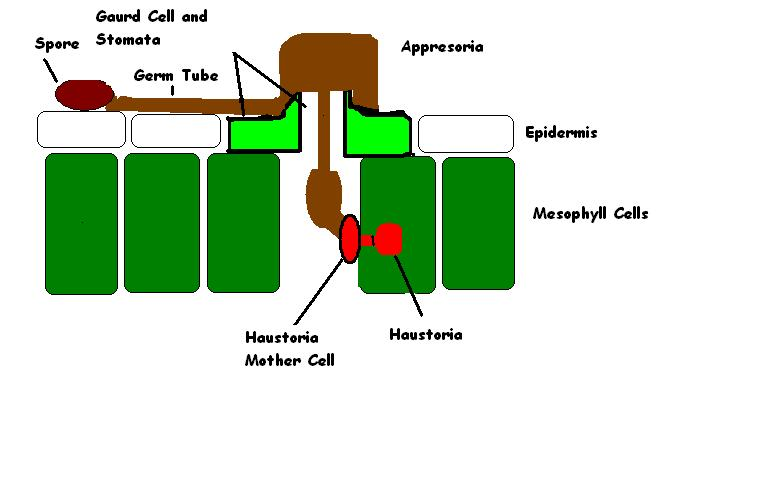
Diagrama representando o processo de infecção dos fungos das ferrugens.